# Tropihypnus rungbongi
Tropihypnus rungbongi là một loài bọ cánh cứng trong họ Elateridae. Loài này được Stibick miêu tả khoa học năm 1968.